# Boliviaanse kuifgors
De Boliviaanse kuifgors (Lophospingus pusillus) is een zangvogel uit de familie Thraupidae (tangaren).

## Verspreiding en leefgebied
Deze soort komt voor van zuidoostelijk Bolivia tot westelijk Paraguay en noordelijk Argentinië.